# Amphipyra marginata
Amphipyra marginata är en fjärilsart som beskrevs av Barend J. Lempke 1965. Amphipyra marginata ingår i släktet Amphipyra och familjen nattflyn. Inga underarter finns listade i Catalogue of Life.